# Philip Henry
Philip „Phil“ Henry (* 16. April 1971) ist ein ehemaliger US-amerikanischer Ruderer, der zweimal Weltmeister war.
Der nur 1,82 m große Philip Henry nahm 1989 mit dem US-amerikanischen Achter an den Junioren-Weltmeisterschaften teil und belegte den fünften Rang. 1997 qualifizierte sich der Absolvent der University of Washington für die amerikanische Nationalmannschaft. Bei den Weltmeisterschaften auf dem Lac d’Aiguebelette gewann er mit dem US-Achter den Titel. Im Jahr darauf bildete Henry mit Kurt Borcherding und Steuermann Nicholas Anderson einen Zweier mit Steuermann, der bei den Weltmeisterschaften in Köln die Bronzemedaille gewann. Bei den Weltmeisterschaften 1999 im kanadischen St. Catharines ruderten James Neil und Philip Henry mit Steuermann Anderson zum Titel. Neil, Henry und Anderson gehörten auch zum amerikanischen Achter, der den Titel bei den Panamerikanischen Spielen 1999 in Winnipeg gewann. In der Olympiasaison 2000 ruderte Philip Henry beim Ruder-Weltcup in Luzern im amerikanischen Achter und belegte den dritten Platz. Henry gehörte aber nicht zum Olympiaaufgebot, sondern hielt sich als Ersatzruderer zur Verfügung.